# Broj 1 singlovi 2006. (Novi Zeland)
Popis broj 1 singlova u 2007. godini u Novom Zelandu prema RIANZ-u. Singl godine je "Crazy" sastava Gnarls Barkley.

## Popis
| Datum         | Izvođač                         | Skladba                 |
| ------------- | ------------------------------- | ----------------------- |
| 2. siječnja   | Pussycat Dolls                  | "Stickwitu"             |
| 9. siječnja   | Black Eyed Peas                 | "My Humps"              |
| 16. siječnja  | Pussycat Dolls                  | "Stickwitu"             |
| 23. siječnja  | Sugababes                       | "Push the Button"       |
| 30. siječnja  | Sugababes                       | "Push the Button"       |
| 6. veljače    | Sugababes                       | "Push the Button"       |
| 13. veljače   | Chris Brown                     | "Run It!"               |
| 20. veljače   | Chris Brown                     | "Run It!"               |
| 27. veljače   | Chris Brown                     | "Run It!"               |
| 6. ožujka     | Chris Brown                     | "Run It!"               |
| 13. ožujka    | Beyonce ft. Bun B i Slim Thug   | "Check On It"           |
| 20. ožujka    | Beyonce ft. Bun B i Slim Thug   | "Check On It"           |
| 27. ožujka    | Pussycat Dolls ft. will.i.am    | "Beep"                  |
| 3. travnja    | Pussycat Dolls ft. will.i.am    | "Beep"                  |
| 10. travnja   | Pussycat Dolls ft. will.i.am    | "Beep"                  |
| 17. travnja   | Pussycat Dolls ft. will.i.am    | "Beep"                  |
| 24. travnja   | Pussycat Dolls ft. will.i.am    | "Beep"                  |
| 1. svibnja    | Pussycat Dolls ft. will.i.am    | "Beep"                  |
| 8. svibnja    | Pussycat Dolls ft. will.i.am    | "Beep"                  |
| 15. svibnja   | Busta Rhymes                    | "Touch It"              |
| 22. svibnja   | Shakira ft. Wyclef Jean         | "Hips Don't Lie"        |
| 29. svibnja   | Gnarls Barkley                  | "Crazy"                 |
| 5. lipnja     | Gnarls Barkley                  | "Crazy"                 |
| 12. lipnja    | Gnarls Barkley                  | "Crazy"                 |
| 19. lipnja    | Gnarls Barkley                  | "Crazy"                 |
| 26. lipnja    | Gnarls Barkley                  | "Crazy"                 |
| 3. srpnja     | Gnarls Barkley                  | "Crazy"                 |
| 10. srpnja    | Gnarls Barkley                  | "Crazy"                 |
| 17. srpnja    | Pussycat Dolls ft. Snoop Dogg   | "Buttons"               |
| 24. srpnja    | Nelly Furtado ft. Timbaland     | "Promiscuous"           |
| 31. srpnja    | Nelly Furtado ft. Timbaland     | "Promiscuous"           |
| 7. kolovoza   | Nelly Furtado ft. Timbaland     | "Promiscuous"           |
| 14. kolovoza  | Nelly Furtado ft. Timbaland     | "Promiscuous"           |
| 21. kolovoza  | Nelly Furtado ft. Timbaland     | "Promiscuous"           |
| 28. kolovoza  | Justin Timberlake ft. Timbaland | "SexyBack"              |
| 4. rujna      | Justin Timberlake ft. Timbaland | "SexyBack"              |
| 11. rujna     | Justin Timberlake ft. Timbaland | "SexyBack"              |
| 18. rujna     | Justin Timberlake ft. Timbaland | "SexyBack"              |
| 25. rujna     | Justin Timberlake ft. Timbaland | "SexyBack"              |
| 2. listopada  | Fergie                          | "London Bridge"         |
| 9. listopada  | Boyband                         | "You Really Got Me"     |
| 16. listopada | Justin Timberlake ft. Timbaland | "SexyBack"              |
| 23. listopada | Justin Timberlake ft. Timbaland | "SexyBack"              |
| 30. listopada | James Morrison                  | "You Give Me Something" |
| 6. studenog   | Matthew Saunoa                  | "Hold Out"              |
| 13. studenog  | Justin Timberlake ft. T.I.      | "My Love"               |
| 20. studenog  | Justin Timberlake ft. T.I.      | "My Love"               |
| 27. studenog  | Justin Timberlake ft. T.I.      | "My Love"               |
| 4. prosinca   | Justin Timberlake ft. T.I.      | "My Love"               |
| 11. prosinca  | Beyonce                         | "Irreplaceable"         |
| 18. prosinca  | Justin Timberlake ft. T.I.      | "My Love"               |
| 25. prosinca  | Gwen Stefani                    | "Wind It Up"            |